# Словенска граматика
Преглед на словенската граматика:
- Фонетика (Glasoslovje)
- Граматично число (Slovnično število)
- Съществително име (Samostalnik)
- Глагол (Glagol)
- Прилагателно име (Pridevnik)
- Числително име (Števnik)
- Местоимение (Zaimek)
- Неизменяеми части на речта
- Синтаксис (Sintaksa)